# Carlo Angelo Tigaronita
Carlo Angelo Tigaronita (* 8. Juli 2002) ist ein philippinischer Eishockeyspieler, der seit 2022 bei der Columbia Infantry in der United States Premier Hockey League spielt.

## Karriere
Carlo Angelo Tigaronita spielte zu Beginn seiner Karriere in der Manila Ice Hockey League für die Omni Brokers und die Manila Griffins. 2018 wechselte er in die höherklassige philippinischen Eishockeyliga, wo er zunächst für Manila Bay Lightning und dann die Philippine Eagles aktiv war. 2022 wagte er den Sprung in die Vereinigten Staaten spielt seither bei der Columbia Infantry in der United States Premier Hockey League.

### International
Im Juniorenbereich nahm Tigaronita mit dem philippinischen Team am  IIHF U20 Challenge Cup of Asia 2019, als der dritte Platz erreicht wurde, teil.
Für die philippinischen Herren spielte Tigaronita erstmals bei den Südostasienspielen 2019, wo der dritte Platz erreicht wurde. Es folgten die Teilnahme am IIHF Challenge Cup of Asia 2019, als die Mannschaft sich den zweiten Platz erspielte, sowie die Teilnahme an der Weltmeisterschaft 2023 in der Division IV, als er mit seinem Team in die Division III aufstieg. Dort spielte er dann bei der Weltmeisterschaft 2024.

## Erfolge und Auszeichnungen
- 2019 Bronzemedaille bei den Südostasienspielen
- 2019 Bronzemedaille beim IIHF U20 Challenge Cup of Asia
- 2019 Silbermedaille beim IIHF Challenge Cup of Asia
- 2023 Aufstieg in die Division III, Gruppe B, bei der Weltmeisterschaft der Division IV